# Поґуже (Великопольське воєводство)
Поґуже (пол. Pogórze, нім. Sakollnower Feld) — село в Польщі, у гміні Краєнка Злотовського повіту Великопольського воєводства.
Населення — 140 осіб (2011).
У 1975-1998 роках село належало до Пільського воєводства.

## Демографія
Демографічна структура станом на 31 березня 2011 року:
|          | Загалом | Допрацездатний вік | Працездатний вік | Постпрацездатний вік |
| -------- | ------- | ------------------ | ---------------- | -------------------- |
| Чоловіки | 70      | 16                 | 49               | 5                    |
| Жінки    | 70      | 19                 | 39               | 12                   |
| Разом    | 140     | 35                 | 88               | 17                   |